# Sibirocosa
Genre
Sibirocosa est un genre d'araignées aranéomorphes de la famille des Lycosidae.

## Distribution
Les espèces de ce genre sont endémiques de Russie.

## Liste des espèces
Selon World Spider Catalog (version 21.0, 09/07/2020) :
- Sibirocosa arsenyevi Fomichev & Omelko, 2020
- Sibirocosa kolymensis Marusik, Azarkina & Koponen, 2004
- Sibirocosa koponeni Omelko & Marusik, 2013
- Sibirocosa manchurica Marusik, Azarkina & Koponen, 2004
- Sibirocosa nadolnyi Omelko & Marusik, 2013
- Sibirocosa sibirica (Kulczyński, 1908)
- Sibirocosa subsolana (Kulczyński, 1907)
- Sibirocosa trilikauskasi Omelko & Marusik, 2013

## Publication originale
- Marusik, Azarkina & Koponen, 2004 : A survey of east Palearctic Lycosidae (Aranei). II. Genus Acantholycosa F. Dahl, 1908 and related new genera. Arthropoda Selecta, vol. 12, no 2, p. 101-148 (texte intégral).